# Аракаевская пещера
Аракаевская (Большая Аракаевская) пещера — пещера на левом берегу реки Серги (бассейн реки Уфы), выше устья левого притока реки Сухой Лог, в 2,5 км на северо-восток от станции Аракаево Свердловской железной дороги, в Нижнесергинском районе Свердловской области.
Протяжённость ходов — 345 м, глубина — 20 м. Относится к спелеорайону Уфимского амфитеатра, Сергинскому подрайону. Имеет два входа на расстоянии 45 м друг от друга. Впервые исследована и описана свердловскими спелеологами в 1961 году. Съёмка проведена в 1965 году. Сформирована в живописных известняковых породах. На высоте 25 м над рекой в верхней части берегового склона расположен прямоугольный вход размером 12×6 м, обращён на север. Перед входом небольшая седлообразная площадка, надёжно маскирующая его со стороны реки. Сверху входное отверстие также незаметно. В одном из трёх гротов расположены небольшие озёра. Место зимовки самой крупной на Среднем Урале колонии летучих мышей.